# Торе Агбар
Торе Агбар (на испански: Torre Agbar; на каталонски: Torre Agbar) е многоетажна административна сграда в Барселона, Испания.
Построен през 1999-2004 година в модернистичен стил по проект на френския архитект Жан Нувел, небостъргачът е сред знаковите сгради на новата високотехнологична зона в града. Има 33 етажа с обща височина 144,44 m и разгъната площ 51 483 m².
Собственост е на водоснабдителната компания „Групо Агбар“, чиято централна администрация се намира в сградата.